# Championnat du Zimbabwe de football 2017
Navigation
Saison suivante Saison suivante
La saison 2017 du Championnat du Zimbabwe de football est la cinquante-cinquième édition de la première division professionnelle au Zimbabwe à poule unique, la National Premier Soccer League. Seize clubs prennent part au championnat qui prend la forme d'une poule unique où toutes les équipes se rencontrent deux fois au cours de la saison. En fin de saison, les trois derniers du classement sont directement relégués et remplacés par les trois vainqueurs des poules régionales de Division One, à la suite du retrait de How Mine FC il n'y a que trois équipes reléguées.
C'est le FC Platinum qui remporte le championnat cette saison après avoir terminé en tête du classement final, avec deux points d’avance sur le Dynamos FC Harare et sept sur Ngezi Platinum. C'est le tout premier titre de champion du Zimbabwe de l'histoire du club.

## Les clubs participants
- ZPC Kariba FC
- CAPS United
- Ngezi Platinum
- How Mine FC
- Bulawayo City FC
- Shabanie Mine FC - Promu de Division One
- Triangle FC
- FC Platinum
- Highlanders FC
- Dynamos FC Harare
- Yadah Stars FC - Promu de Division One
- Harare City FC
- Black Rhinos FC - Promu de Division One
- Chicken Inn
- Bantu Rovers FC - Promu de Division One
- Hwange FC
- Tsholotsho FC
- Chapungu United

## Compétition
Le barème de points servant à établir le classement se décompose ainsi :
- Victoire : 3 points
- Match nul : 1 point
- Défaite : 0 point

### Classement
| Rang | Équipe            | Pts | J  | G  | N  | P  | Bp | Bc | Diff |
| ---- | ----------------- | --- | -- | -- | -- | -- | -- | -- | ---- |
| 1    | FC Platinum       | 72  | 34 | 20 | 12 | 2  | 40 | 15 | +25  |
| 2    | Dynamos FC Harare | 70  | 34 | 21 | 7  | 6  | 55 | 26 | +29  |
| 3    | Ngezi Platinum    | 65  | 34 | 19 | 8  | 7  | 54 | 30 | +24  |
| 4    | Chicken Inn       | 61  | 34 | 18 | 7  | 9  | 34 | 22 | +12  |
| 5    | CAPS UnitedT      | 58  | 34 | 15 | 13 | 6  | 43 | 29 | +14  |
| 6    | Highlanders FC    | 47  | 34 | 13 | 8  | 13 | 35 | 35 | 0    |
| 7    | Black Rhinos FCP  | 46  | 34 | 12 | 10 | 12 | 35 | 30 | +5   |
| 8    | How Mine FC       | 46  | 34 | 13 | 7  | 14 | 30 | 36 | -6   |
| 9    | Triangle FC       | 45  | 34 | 11 | 12 | 11 | 37 | 36 | +1   |
| 10   | ZPC Kariba FC     | 45  | 34 | 12 | 9  | 13 | 30 | 32 | -2   |
| 11   | Chapungu United   | 44  | 34 | 11 | 11 | 12 | 25 | 27 | -2   |
| 12   | Shabanie Mine FCP | 42  | 34 | 10 | 12 | 12 | 29 | 34 | -5   |
| 13   | Yadah Stars FCP   | 40  | 34 | 10 | 10 | 14 | 31 | 40 | -9   |
| 14   | Bulawayo City FC  | 39  | 34 | 11 | 6  | 17 | 37 | 44 | -7   |
| 15   | Harare City FCC   | 38  | 34 | 10 | 8  | 16 | 29 | 29 | 0    |
| 16   | Hwange FC         | 37  | 34 | 10 | 7  | 17 | 29 | 38 | -9   |
| 17   | Tsholotsho FC     | 25  | 34 | 4  | 13 | 17 | 19 | 44 | -25  |
| 18   | Bantu Rovers FCP  | 16  | 34 | 4  | 4  | 26 | 28 | 73 | -45  |

|  | Qualification pour la Ligue des champions 2018                                      |
|  | Relégation en deuxième division                                                     |
|  | T : Tenant du titre C : Vainqueur de la Coupe du Zimbabwe P : Promu de Division One |

- How Mine FC se retire en fin de championnat pour raisons financières, seulement trois équipes seront reléguées cette saison.

## Bilan de la saison
| Championnat du Zimbabwe de football 2017 |                         |
| Champion                                 | FC Platinum (1er titre) |
| Coupes et trophées                       |                         |
| Vainqueur de la Coupe du Zimbabwe 2017   | Harare City FC          |
| Qualifications continentales             |                         |
| Ligue des champions 2018                 | FC Platinum             |
| Coupe de la confédération 2018           | Aucun                   |
| Promotions et relégations                |                         |
| Promus en National Premier Soccer League | Bulawayo Chiefs         |
| Promus en National Premier Soccer League | Herentals FC            |
| Promus en National Premier Soccer League | Mutare FC               |
| Promus en National Premier Soccer League | Nichrut FC              |
| Relégués en Division One                 | Tsholotsho FC           |
| Relégués en Division One                 | Hwange FC               |
| Relégués en Division One                 | Bantu Rovers FC         |